# Joseph Müller (Mediziner)
Carl Joseph Müller (* 17. April 1659 in Zug, Schweiz; † 1711 oder 1722 in Zug) war ein Schweizer Arzt und Mitglied der Gelehrtenakademie „Leopoldina“.
Der Wirkungsort von Joseph Müller war Zug. Hier war er Stadtarzt.
Am 24. September 1688 wurde Joseph Müller mit dem Beinamen XENOPHON als Mitglied (Matrikel-Nr. 160) in die Leopoldina aufgenommen.

## Werke
- Brief an Johann Georg Volckamer, 1689.